# Håkan Sterky
Håkan Karl August Sterky, född 7 april 1900 i Hedvig Eleonora församling, död 21 november 1992 i Lidingö församling, var en svensk ingenjör, forskare och ämbetsman verksam inom det teletekniska området.

## Utbildning och karriär
Sterky antogs till Kungliga Tekniska högskolan (KTH) i Stockholm 1918, men påbörjade sina studier i elektroteknik först 1919, efter genomförd värnplikt. Han tog civilingenjörsexamen 1923. Under studietiden, 1920, hade han också blivit reservofficer inom Fortifikationen och befordrades 1926 till löjtnant.
Sterky började 1926 arbeta som transmissionsingenjör vid Vattenfallsstyrelsen, övergick 1927 till Svenska radioaktiebolaget och 1931 till L M Ericsson.
Möjligheten att disputera för doktorsgrad vid KTH infördes 1927, och den då yrkesaktive Sterky blev en av högskolans första forskarstuderande. Han blev 1933 teknologie doktor vid KTH med doktorsavhandlingen Methods of computing and improving the complex effective attenuation, load impedances, and reflexion coefficients of electric wave filters. Han blev docent 1934 och var professor i telegrafi och telefoni vid KTH 1939–1942 (tillförordnad 1937–1939). 1942 var han en tid prorektor och tillförordnad rektor för KTH. Därefter övergick han till en ämbetsmannakarriär som generaldirektör för Telegrafverket 1942–1952 och därefter generaldirektör för Televerket 1953–1965, där han bland annat tog initiativ till världens första helautomatiska mobiltelefonisystem.

## Familj
Håkan Sterky var son till krigsrådet Carl Edvard Sterky och kusins sonson till Fredrik Sterky. Han var far till Göran Sterky.

## Motståndsmannen Sterky
År 1949 fick Sterky, tillsammans med bland andra direktören Alvar Lindencrona, i uppdrag att bilda ett Stay-behindnätverk, en svensk motståndsrörelse, som skulle träda i aktion i händelse av en sovjetisk invasion.

## Ledamotskap
- 1941 - ledamot av Ingenjörsvetenskapsakademien, där han var preses 1963–1965.[10]
- 1942 - riddare av Nordstjärneorden 1942[11], kommendör av andra klassen av samma orden 1945[12] och kommendör med stora korset 1954[13].
- 1944 - ledamot av Krigsvetenskapsakademien 1944,[6]
- 1945 - ledamot av Kungliga Vetenskapsakademien
- 1951 - ledamot av Vetenskapssocieteten i Uppsala
- 1983 - jubeldoktor. Han och Ragnar Woxén, som hade disputerat året före Sterky (1932), var de första jubeldoktorerna bland teknologie doktorer.[6]

## Priser och utmärkelser
- 1930 - Polhemspriset (tillsammans med Mauritz Vos)[14]
- 1969 - Ingenjörsvetenskapsakademiens stora guldmedalj "för hans insatser för telekommunikationernas utveckling i Sverige ".[15]